# George Kelly (giocatore di baseball)
George Lange Kelly (San Francisco, 10 settembre 1895 – Burlingame, 13 ottobre 1984) è stato un giocatore di baseball statunitense che ha giocato nel ruolo di prima base nella Major League Baseball (MLB). È stato introdotto nella National Baseball Hall of Fame nel 1973.

## Carriera
Kelly nel corso della sua carriera giocò per i New York Giants (1915–1917, 1919–1926), i Pittsburgh Pirates (1917), i Cincinnati Reds (1927–1930), i Chicago Cubs (1930) e i Brooklyn Dodgers (1932). Con i Giants vinse per due volte le World Series, nel 1921 e nel 1922. Guidò la National League in fuoricampo nel 1921 e in punti battuti a casa per due volte, nel 1920 e nel 1924. Malgrado ciò la sua introduzione nella Baseball Hall of Hame è stata oggetto di controversie poiché ritenuto da molti non all'altezza. Entrò a farne infatti nel 1973 per mezzo del Veterans Committee, composto da diversi suoi ex compagni di squadra. Lo storico del baseball Bill James, pur avendo classificato Kelly come il 65º miglior prima base di tutti i tempi, lo ha anche definito "il peggior giocatore nella Hall of Fame".

## Palmarès

### Club
- World Series: 2

New York Giants: 1921, 1922

### Individuale
- Leader della National League in fuoricampo: 1

1921
- Leader della National League in punti battuti a casa: 2

1920, 1924